# Ʞ
Cette page contient des caractères spéciaux ou non latins. S’ils s’affichent mal (▯, ?, etc.), consultez la page d’aide Unicode.
Ʞ (minuscule : ʞ), appelé K culbuté, est une lettre latine additionnelle qui était utilisée dans l’écriture de certaines langues siouanes, principalement par James Owen Dorsey au XIXe siècle. Sa forme minuscule a été utilisée dans l’alphabet phonétique international pour représenter le clic vélaire avant 1970, et représente une articulation vélodorsale dans les extensions de l’alphabet phonétique international notant les troubles de la parole.
Il s’agit de la lettre K culbutée, c’est-à-dire tournée à 180 degrés.

## Utilisation
Le K culbuté a été utilisé comme signe abréviatif pour carissima et castra sur des inscriptions latines,,.
Au xixe siècle, James Owen Dorsey utilisait le « ʞ » dans ses travaux publiés pour noter le phonème  [kː], une consonne tendue présente dans trois langues dhegiha, l'omaha-ponca, le quapaw et le kanza. Il emploie également cette lettre en l'osage [réf. souhaitée] mais de façon erronée car le /tː/ n'existe pas dans cette langue où il a une préaspirée [ʰk] comme correspondant.
Cette notation est en partie basée sur l’alphabet présentée par John Wesley Powell en 1880 pour la transcription des langues amérindiennes dans les publications de la Smithsonian Institution. 
Wilhelm Schmidt propose d’utilise le k culbuté ‹ ʞ › pour un clic « gutturale » dans l’alphabet phonétique de la revue Anthropos en 1907. 
Le k culbuté ‹ ʞ › est utilisé comme symbole phonétique dans la transcription phonétique de Ivar Adolf Lyttkens (sv) et Fredrik Amadeus Wulff (sv), notamment dans le dictionnaire phonétique suédois Svensk uttals-ordbok publié en 1889, Metodiska ljudöfningar publié en 1892 ou le dictionnaire Svensk ordlista publié en 1921.
Tadeusz Jan Kowalski (en) utilise les symboles k culbuté ‹ ʞ › et g culbuté ‹ ᵷ › dans des textes karaïms en 1929, pour représenter les /t/ et /d/ prononcés [k], [g] devant [i]. Omeljan Pritsak les réutilise de la même façon dans un ouvrage sur le karaïm en 1959.
Jozef Verschueren (nl) utilise le k culbuté ‹ ʞ › comme symbole phonétique pour représenter une consonne occlusive vélaire voisée [ɡ] dans son dictionnaire encyclopédique néerlandais publié en 1930.
Dans l’alphabet phonétique international ‹ ʞ › a représenté le clic vélaire de 1921 à 1970, mais il n’y a pas de preuve qu’un tel son existe.
Dans les extensions de l’alphabet phonétique international notant les troubles de la parole, ‹ ʞ › représentait une articulation vélodorsale entre 2005 et 2018 avant que le symbole k réfléchi ‹ 𝼃 › ne soit adopté.

## Représentation informatique
Le k culbuté peut être représenté par les caractères Unicode (alphabet phonétique international, latin étendu D) suivants :
| formes    | représentations | chaînes de caractères | points de code | descriptions                      |
| --------- | --------------- | --------------------- | -------------- | --------------------------------- |
| majuscule | Ʞ               | Ʞ                     | U+A7B0         | lettre majuscule latine k culbuté |
| minuscule | ʞ               | ʞ                     | U+029E         | lettre minuscule latine k culbuté |